# Johann von Waldow († 1423)
Johann von Waldow (auch Johann der Ältere von Waldow) († 1423 in Fürstenwalde) war von 1415 bis 1420 als Johannes II. Bischof von Brandenburg und von 1420 bis 1423 als Johannes V. Bischof von Lebus.

## Leben
Johann entstammte dem Adelsgeschlecht von Waldow. Er studierte an der Prager Karlsuniversität, wo er im Jahre 1400 den Abschluss eines Baccalaureus erwarb. Ab 1402 war er in der Kanzlei des Markgrafen Jobst von Mähren tätig, unter anderem 1409 als Landschreiber. Im selben Jahr wurde er Archidiakon in Lebus, zwei Jahre später Propst von Berlin.
Nachdem 1414 der von Papst Gregor XII. nach Brandenburg transferierte Augsburger Bischof Friedrich von Grafeneck das Bistum nicht annahm, ernannte der Papst 1415 auf dem Konzil von Konstanz Johann von Waldow zum Bischof von Brandenburg. Zugleich gestattete er ihm, seine bisherigen Pfründen noch sieben Jahre nach der Bischofsweihe nutzen zu dürfen. Die Bischofsweihe konnte allerdings erst am 20. Dezember 1417 von Papst Martin V. bestätigt werden, da sich bis dahin der vom Domkapitel gewählte, aber päpstlich nicht bestätigte Prämonstratenser Nikolaus von Burgsdorff halten konnte.
1417/18 hielt sich Johann von Waldow wiederum auf dem Konzil von Konstanz auf. Da er weiterhin der Prager landesherrlichen Kanzlei angehörte, begleitete er im Januar 1420 den böhmischen König Sigismund nach Breslau zur Huldigung der dortigen Stände.
Als Papst Martin V. am 29. März 1420 den Lebuser Bischof Johann von Borsnitz nach Gran transferierte, wurde Johann von Waldow für dessen Nachfolge in Lebus ausersehen. 1421 urkundete er allerdings noch in Brandenburg, als er ein Synodalstatut in Kraft setzte. Erst 1422 kam er nach Lebus und leitete eine Diözesansynode in Fürstenwalde. Dort erließ er ein Dekret über die Nachlässe von Pfarrern und bestätigte das Totengedenken für Priester. In der zweiten Hälfte 1423 starb er auf seinem Bischofssitz in Fürstenwalde. Sein Leichnam wurde zunächst im Fürstenwalder Dom beigesetzt. Als Bischof von Lebus folgte ihm sein gleichnamiger Bruder Johann, der jedoch schon ein Jahr später verstarb. Laut der Tornower Pfarramtschronik wurde der Grabstein der beiden Bischofsbrüder aus der Lebuser Kirche durch Franz v. Waldow nach 1830 in die Dorfkirche von Dannenwalde (bei Fürstenberg/H.) überführt.